# Дантюмадел
Дантюмадел (нід. Dantumadeel, фриз. Dantumadiel) — громада в провінції Фрисландія на півночі Нідерландів. Населення на лютий 2020 становить 18 912 осіб. Жителі говорять нідерландською і фризькою мовами. Площа громади становить 87 км², з яких 1,78 км² водної поверхні. Перша згадка про Дантюмадел датується 1242 роком.

## Населені пункти муніципалітету
- Брукстервауде
- Ваутерсвауде
- Венвауден
- Венваудстервал (частково)
- Дамвауде
- Де-Валом
- Де-Вестерен
- Дрісюм
- Рінсюмагест
- Родкерк
- Сейбрандагейс